# Portrait d'Anne-Jules de Noailles
Le portait d'Anne-Jules de Noailles, comte d'Ayen et duc de Noailles et maréchal de France (1650-1708) a été exécuté en 1691 par le peintre français Hyacinthe Rigaud pour répondre à une commande de l'artiste. 

## Historique de l'œuvre
Le principal portrait d'Anne-Jules de Noailles (1650-1708), comte d'Ayen, puis duc de Noailles, a été peint par Hyacinthe Rigaud afin de saluer les faits d'armes du modèle en Catalogne. 
L'artiste, par son lieu de naissance, fut amené à fréquenter assez souvent le maréchal. En 1703, il sera même témoin majeur lors du projet de mariage entre Rigaud et une demoiselle de Châtillon : « Lesquelles parties, en présence et de l’agrément de très haut et très puissant seigneur Anne, duc de Noailles, pair et mareschal de France, chevalier des Ordres du Roy, capitaine commandant une compagnie de ses gardes du corps, de haut et puissant seigneur, Monseigneur Jean-Batiste Colbert, marquis de Torcy, chevalier, chancellier des Ordres du Roy, Conseiller du Roy en tous ses Conseils, ministre et secrétaire d’Estat et de ses commandements, et de messire Julle Hardouin-Mansart, chevalier de l’Ordre de Sainct-Michel, comte de Sagonne, Conseiller du Roy en ses Conseils, Surintendant et Ordonnateur général de ses bastiments, jardins, arts et manufactures [...]. » 
Si l’on en croit la biographie de Rigaud de 1716, et à l’occasion de l’intégration du peintre dans la noblesse de Roussillon en 1709, le duc de Noailles, gouverneur général de la province, « lui fit l’honneur de lui écrire pour le féliciter sur son nouveau titre ».
Mais auparavant, le peintre avait été amené à figurer une seconde fois Anne-Jules de Noailles, en 1693, à la suite de sa nomination comme maréchal de France. Ce nouveau portrait valant 122 livres et 10 sols, il devait également s'agir d'un buste. En 1694, année où Noailles devient vice-roi de Catalogne, il fait réaliser par ses aides d'atelier trois répliques, dont une par Verly et une par Le Roy. En 1702, deux grandes copies du portrait sont achevées, sans doute par l’artiste ou retouchées par lui : la première valant 250 livres et la seconde 100 livres. Ceci correspond probablement à une extrapolation en pied du buste initial et dont on garde actuellement un témoignage au musée de l'armée à Paris,.
Dans une Lettre écrite par la marquise de Sévigné à Madame de Grignan, sa fille, et datée du 10 juin 1695 on peut également lire un témoignage rapide de l'épistolière : « Voilà M. de Vendôme qui va commander en Catalogne, et M. de Noailles qui revient pour faire achever son portrait chez Rigaud ». Ceci correspond à la seconde campagne menée par le duc de Vendôme alors que Noailles ne sert plus qu'épisodiquement.

## Une suite familiale
- 1690 : dès 1690, et peut-être avant, Hyacinthe Rigaud entre en relation avec la famille de Noailles en réalisant le portrait de Marie de Ligny (1656-1711), comtesse de Fürstemberg, fille du maître des requêtes Jean, marquis de Ligny et d’Elisabeth Boyer, sœur de Louise, duchesse de Noailles qui était mère d'Anne-Jules. La même année, c'est au tour de Victor-Marie (1660-1737), comte de Nanteuil et d’Estrées à passer devant le chevalet du peintre pour un buste cuirassé, actuellement conservé au château de Montmirail. Il épousera, en 1698, Lucie-Félicité de Noailles (1683-1745), dame du Palais de la duchesse de Bourgogne, l'une des filles d'Anne-Jules. 1690 voit également la production du portrait de Louis-Alexandre de Bourbon, comte de Toulouse, en une version en buste. Toulouse devait épouser, lui aussi, et en février 1723, une fille d'Anne-Jules de Noailles : Marie-Sophie Victoire de Noailles (1688-1766). Quelques mois plus tard c'est au tour de Henri III Charles de Beaumanoir (1644-1701), marquis de Lavardin de payer son portrait en buste ainsi que celui de sa femme, Louise-Anne de Noailles, l'unique sœur d'Anne-Jules.

- 1691 : le portrait de Jean-Baptiste François de Noailles, frère d'Anne-Jules, maréchal de camp, est réalisé au tout début de l'année 1691[9]. C'est le 4 mai 1687 qu'il s'était uni à Marguerite-Thérèse Rouillé (1661-1729), baronne de Meslay. Cette dernière, était la fille de Jean III Rouillé (mort en 1698), comte de Meslay et de Marie Coomans d’Astry, laquelle passa dans l’atelier de Rigaud en 1696[10]. À sa mort, son épouse se remariera, le 20 mars 1702, à Armand-Jean II de Vignerot du Plessis, second duc de Richelieu peint par Rigaud en 1690[11]. Par un curieux hasard des unions entre familles, l’une des filles que la baronne de Meslay eut de Jean-Baptiste François de Noailles, Anne-Catherine (1694-1716), épousera le 2 février 1711 le troisième duc de Richelieu, Louis-François-Armand de Vignerot du Plessis (1696-1788), fils qu’avait eu Armand-Jean II de sa seconde épouse Anne Marguerite d'Acigné (morte en 1698), fille de Jean, comte de Grandbois.

- 1692 : production du portrait de la maréchalle de Noailles, Marie-Françoise de Bournonville contre 12O livres[12].

- 1697 : portrait du frère d'Anne-Jules, Louis-Antoine de Noailles, cardinal[13].

- 1699 : le neveu d'Anne-Jules, Emmanuel-Henri de Beaumanoir de Lavardin (1684-1703), fils de sa sœur et du marquis de Lavardin, tous deux peints en 1690, commande à Rigaud son effigie contre 140 livres[14]. Colonel tué devant Spire et il aura juste le temps d’épouser, le 20 février 1703, Marie-Françoise de Noailles (née en 1687), l’un des 21 enfants d’Anne-Jules de Noailles.

- 1700 : Charles-François de La Baume Le Blanc (1670-1739), marquis, puis duc de la Vallière est figuré au sein d'une composition à mi-corps atteignant les 450 livres[15]. Depuis le 16 juin 1698, il avait épousé une autre fille du maréchal, Marie-Thérèse de Noailles (1684-1784), dame du Palais.

- 1708 : le comte de Toulouse, fils légitimé de Louis XIV, nommé Grand Amiral de France revient chez Rigaud. Il épousera, en 1723, Marie Victoire de Noailles, autre fille du maréchal.

- 1711 : le portrait du fils héritier d'Anne-Jules, Adrien Maurice est mentionné dans les livres de comptes du peintre à cette date au titre des copies[16]. La toile est léguée au modèle par Rigaud par son codicile du 27 décembre 1743 : « Donne et lègue à Mgr Le Marechal de Noailles le portrait dudit seigneur sur une toile de quatre francs et celuy de feue Madame la Maréchale son épouse aussy sur une toile de quatre francs l’un estant sans bordure faits il y a plus de trente ans ». La paire se retrouve dans l'inventaire après décès du peintre catalan sous le numéro 415 : « Item le Portrait de Monseigneur le marechal de noailles et celuy de feuë Madame la Marechale son épouse l’un et l’autre sur toile de quatre francs sans bordure numerotés cent cinquante sept prisés ensemble la somme de mil livres. » Son épouse, Françoise Charlotte Amable d’Aubigné (1684-1739), était nièce de la marquise de Maintenon.

## Description
Dans le tableau initial de 1691, payé 188 livres correspondant à un buste, et dont la version de Grenoble semble être la plus qualitative, le maréchal de Noailles est vêtu de son manteau d'hiver, arborant le cordon bleu de l’ordre du Saint-Esprit (reçu le 31 décembre 1688) et dont il devint commandeur, ce que désigne la plaque pectorale. En arrière-plan, on aperçoit une tente de combat stylisée, dans les tons de bleu. 

## Copies et travaux

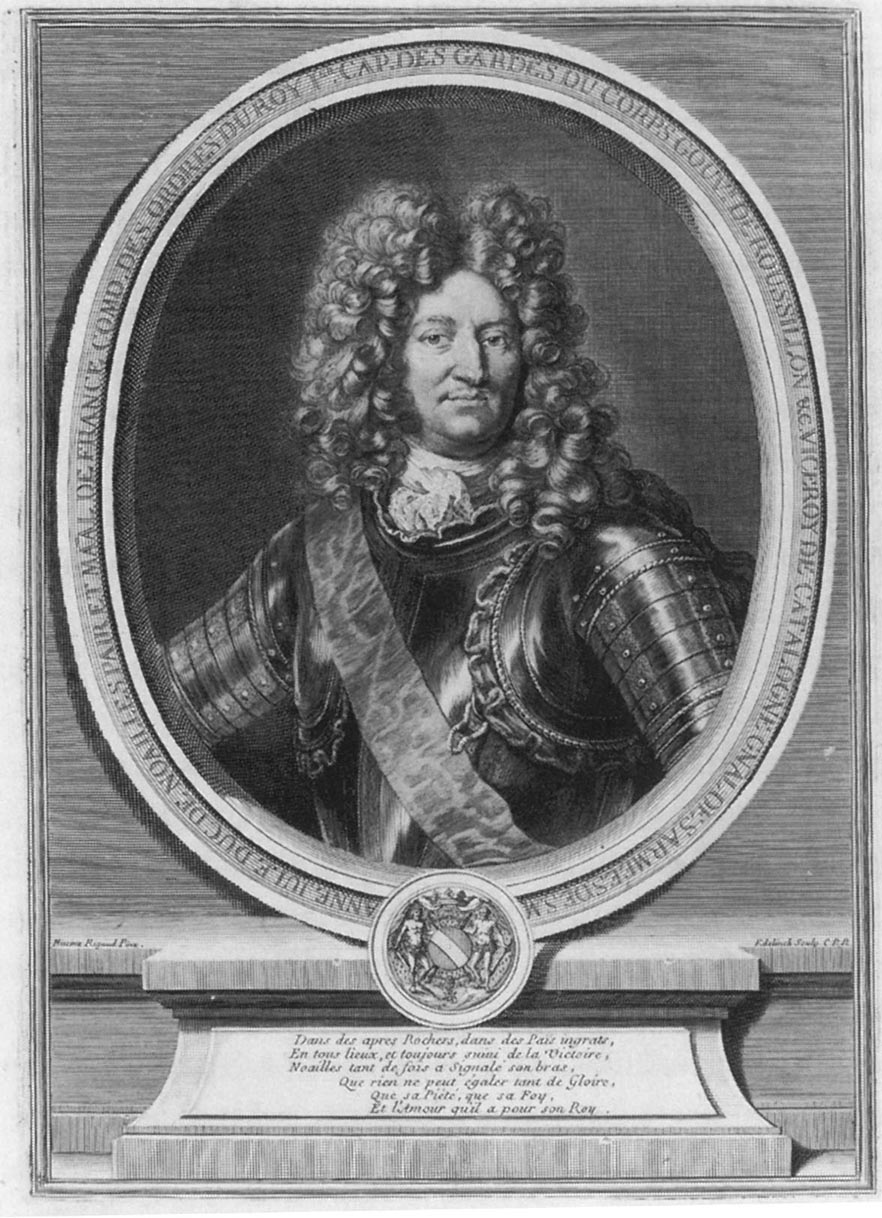
Le maréchal de Noailles par Edelinck d'après Rigaud

- « 1 copie de Mr le maréchal de Noailles » par Verly pour 10 livres (1694).
- « Pour une copie de Mr le maréchal de Noailles » par Verly pour 10 livres (1694).
- « Pour une copie de Mr le maréchal de Noailles » par Leroy pour 10 livres (1694).
- « Pour une copie de Mr le maréchal de Noailles » par Leroy pour 10 livres (1694).
- « Un buste de Mr le maréchal de Noailles » par Le Clerc pour 10 livres (1701).
- « 1 de Mr le maréchal de Noailles » pour 250 livres (1702).
- « 1 de Mr le maréchal de Noailles pour Mr de la Vallière[n 1] » pour 100 livres (1702).
- « Une tête de Mr le maréchal de Noailles » par Fontaine pour 5 livres (1702).
- « Un habillement de Mr le Mal de Noailles » par Bailleul pour 5 livres (1702).

## Œuvres en rapport

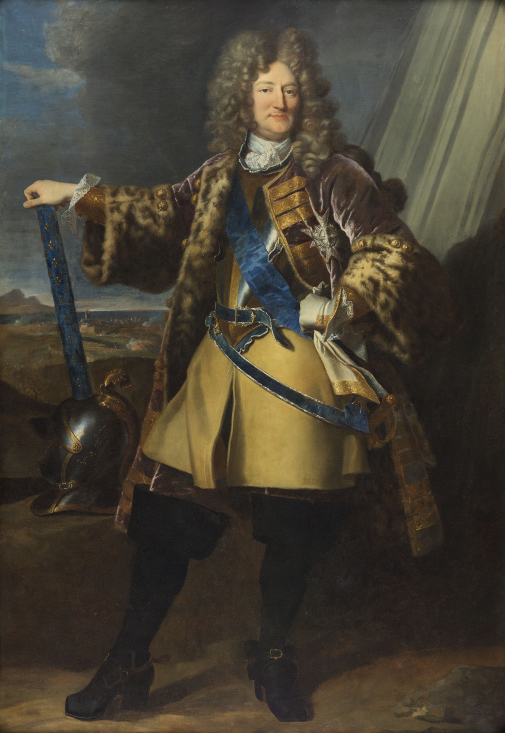
Portrait du maréchal de Noailles d'après Rigaud. Hôtel des Invalides

- Huile sur toile d’après Rigaud. H. 198 ; L. 135. Paris, musée de l’armée, hôtel des Invalides. Inv. 13273 (Cote Ea 02 ; 11918 lors de son dépôt au musée de 1954 à 1957). En provenance de la Galerie Charpentier, 1954 ; ancienne collection d’Anne-Jules-Emmanuel de Noailles au château de Mouchy. Entré au musée en 1957 (don de Noailles).

- Huile sur toile d’après Rigaud. H. 105 ; L. 77. Paris, hôtel Drouot (Briest), 12 février 1995, lot. 217 (ill. p. 12 du catalogue). Il est représente en pied à l’identique du l’exemplaire des Invalides.
- Huile sur toile d’après Rigaud (en buste). H. 82 ; L. 64. Grenoble, musée des Beaux-arts. Inv. MG 207. Acquis par Jay à Paris en 1799, entré au musée en 1800.
- Huile sur toile d’après Rigaud (en buste à l’identique de l’exemplaire de Grenoble). H. 80,8 ; L. 64,7. Vente de l’atelier Cartier, Paris, hôtel Drouot, 12 octobre 2009, lot. 47 (comme École française de la fin du XVIIe siècle, début du XVIIIe siècle et « Portrait présumé du Grand Dauphin »).
- Huile sur toile d’après Rigaud en buste dans un ovale. H. 81 ; L. 65. Versailles, musée national du château. Inv. 9469, MV3648, B 1859. Anciennement ovale et modifié sous Louis-Philippe (H. 72 ; L. 58). Voir Constans, 1995, II, p. 760, no 4284.
- Huile sur toile d’après Rigaud (avec variantes et à mi-corps). H. 130 ; L. 98. Versailles, musée national du château. Inv. 946, MV4306, LP 4619. Ancienne collection Naigeon (1840) puis achat de Versailles à cette date. Voir Constans, 1995, II, p. 762, no 4299.

- Copie (en buste) par Jean-Pierre Franque (1774-1860). Huile sur toile. H. 64 ; L. 54. Versailles, musée national du château. Inv. 4604 7, MV7410, LP 3522. Agrandi de motifs décoratifs peints par J. Alaux (H. 94 ; L. 55), commandé pour Versailles en 1839. Voir Constans, 1995, I, p. 332, no 1875.
- Gravé par Gérard Edelinck, en 1695 (d’après Lelong) ou en 1699 selon Hulst[17]. Buste dans un ovale, avec un cartouche au armes dans le bas et la lettre suivante dans la bordure : « Anne Jules de Noailles pair et Ma[rech]al de France comd. des ordres du roy Ier Cap. des gardes du corps gouvr. de Roussillon & Viceroy de catalogne Gnal des armées de SM. ». Au-dessous, se présente un socle avec, respectivement à gauche et à droite : « Hiacinthe Rigaud Pinx. / Edelinck Sculp. C.P.R. » Dans le cartouche de la base du socle, les vers suivant : « Dans des apres roches, dans des Païs ingrats / En tous lieux, et toujours suivi de la Victoire / Noailles tant de fois a signalé son bras / Que rien ne peut égaler tant de Gloire / Que sa Piété, que sa Foy / Et l’Amour qu’il a pour son Roy. » La gravure, qui présente Noailles en armure alors que sur les différents exemplaires de la toile l’armure est recouverte d’un manteau de velours doublé (la croix de l’ordre du Saint-Esprit est également absente), est à mettre en relation avec une sanguine en ovale au musée Condé de Chantilly. Ce dessin est attribué à Van der Meulen comme portrait présumé de Vauban[18]. Huslt précise que seulement la tête fut reprise du portrait en pied et que l’habillement du buste est d’une autre main.
- Gravé par Pieter Schneck.
- Gravé par Simon Thomassin sans date.
- Gravé par Bernard Picart sans date et en contrepartie.